# トルジャーノ
トルジャーノ（伊: Torgiano）は、イタリア共和国ウンブリア州ペルージャ県にある、人口約6,600人の基礎自治体（コムーネ）。

## 地理

### 位置・広がり

#### 隣接コムーネ
隣接するコムーネは以下の通り。
- バスティーア・ウンブラ
- ベットーナ
- デルータ
- ペルージャ

### 気候分類・地震分類
トルジャーノにおけるイタリアの気候分類 (it) および度日は、zona D, 2014 GGである。
また、イタリアの地震リスク階級 (it) では、zona 2 (sismicità media) に分類される。

## 行政

### 分離集落
トルジャーノには、以下の分離集落（フラツィオーネ）がある。
- Brufa, Pontenuovo, Signoria, Miralduolo, Ferriera, Bufaloro

## 文化・観光
「スローシティ」加盟都市、「イタリアの最も美しい村」クラブ加盟コムーネである。
DOCG認定のワインも醸造するワイナリー、ルンガロッティ (LUNGAROTTI) 社とそのワインが知られる。DOCG認定は1990年で、トルジャーノ・ロッソ・リゼルヴァ (TORGIANO ROSSO RISERVA DOCG) という製品。ほかにもDOCワインを複数ラインナップしている。また、ルンガロッティ財団の運営するワイン博物館（1974年 - ）(en)もある。